# Crvena jabuka (együttes)
A Crvena jabuka (jelentése: piros alma) bosnyák pop-rock együttes, amely 1985 májusában alakult Szarajevóban. Az évek során többször változott a felállás, egyedül Darko Jelčić és Dražen Žerić maradtak állandó tagok. Fénykorukat 1985 és 1992 között élték. 1994-ben áthelyezték székhelyüket Zágrábba.

## Diszkográfia

### Stúdiólemezek
- Crvena Jabuka (1986. március 22.)
- Za sve ove godine (1987)
- Sanjati (1988. június 6.)
- Tamo gdje ljubav počinje (1989 január)
- Nekako s' proljeća (1991)
- U tvojim očima (1996. november 17.)
- Svijet je lopta šarena (1998)
- Sve što sanjam (2000)
- Tvojim željama vođen (2002)
- Oprosti što je ljubavna pjesma (2005)
- Duša Sarajeva (2007)
- Volim te (2009)
- Za tvoju ljubav (2011)
- Nek' bude ljubav (2013)
- 2016 (2016)
- Nocturno (2018)
- Tvrđava (2020)
- Neka nova jutra (2022)

### Koncertlemezek
- Uzmi me (kad hoćeš ti) (1990)
- LIVE (1998)
- Riznice sjećanja - unplugged (1999)
- Bivše Djevojčice Bivši Dječaci - unplugged live (2014)

### Válogatások
- Ima nešto od srca do srca (1993)
- Moje najmilije (1996)
- Antologija (2003)
- Zlatna kolekcija (2005)
- Da Nije Ljubavi - 25 Godina (2010)

## Tagok
| 1985 április - 1986. szeptember 18. | - Dražen Ričl Zijo - szólógitár, vokál - Zlatko Arslanagić Zlaja - ritmusgitár - Aljoša Buha - basszusgitár - Darko Jelčić Cunja - dob - Dražen Žerić Žera - billentyűsök, háttérvokál, szintetizátor |
| 1987                                | - Dražen Žerić Žera - harmonika, furulya, billentyűsök, ének - Zlatko Arslanagić Zlaja - akusztikus gitár, elektromos gitár, basszusgitár, ütősök, vokál - Darko Jelčić Cunja - dob, ütősök |
| late 1987-1988                      | - Dražen Žerić Žera - vokál - Zlatko Arslanagić Zlaja - szólógitár, ritmusgitár, vokál - Srđan Šerbedžija - basszusgitár - Zlatko Volarević Dilajla - billentyűsök - Darko Jelčić Cunja - dob, ütősök |
| 1988-1989                           | - Dražen Žerić Žera - vokál (stúdióban billentyűs hangszerek) - Zlatko Arslanagić Zlaja - ritmusgitár - Srđan Šerbedžija - basszusgitár - Zlatko Volarević Dilajla - billentyűsök - Nikša Bratoš - szólógitár, mandolin, szaxofon, melodika, vokál - Darko Jelčić Cunja - ütősök, dob                                  |
| 1989-1990                           | - Dražen Žerić Žera - vokál - Zlatko Arslanagić Zlaja - ritmusgitár - Branko Sauka Bane - basszusgitár - Zlatko Volarević Dilajla - billentyűsök - Nikša Bratoš - szólógitár, mandolin, szaxofon, melodika, vokál - Darko Jelčić Cunja - dob, ütősök                                                                   |
| 1990                                | - Dražen Žerić Žera - vokál - Zlatko Arslanagić Zlaja - ritmusgitár, vokál - Branko Sauka Bane - basszusgitár - Zlatko Volarević Dilajla - billentyűsök - Igor Ivanović - szólógitár - Darko Jelčić Cunja - dob, ütősök                                                                                                |
| 1991                                | - Dražen Žerić Žera - vokál - Zlatko Arslanagić Zlaja - ritmusgitár, ütősök - Branko Sauka Bane - basszusgitár - Zlatko Volarević Dilajla - billentyűsök - Zoran Šerbedžija Zoka - szólógitár - Nikša Bratoš - szólógitár, ritmusgitár, mandolin, szaxofon, melodika, ütősök, vokál - Darko Jelčić Cunja - dob, ütősök |
| 1991-1994                           | - működési szünet |
| 1994-1996                           | - Dražen Žerić Žera - vokál - Mario Vukušić Jimmi - szólógitár - Krešimir Kaštelan Krešo - basszusgitár - Nikša Bratoš - ritmusgitár, harmonik, klarinét, ütősök, vokál - Darko Jelčić Cunja - dob - Danijel Lastrić - billentyűsök, vokál                                                                             |
| 1996-1998                           | - Dražen Žerić Žera - vokál - Saša Zalepugin - szólógitár - Krešimir Kaštelan Krešo - basszusgitár - Darko Jelčić Cunja - dob - Nikša Bratoš - ritmusgitár, harmonika, klarinét, szaxofon, hegedű, vokál, ütősök - Danijel Lastrić - billentyűsök                                                                      |
| 1997-2000                           | - Dražen Žerić Žera - vokál - Zlatko Bebek - szólógitár - Krešimir Kaštelan Krešo - basszusgitár - Darko Jelčić Cunja - dob, ütősök - Nikša Bratoš - gitár, vokál, klarinét, hegedű, mandolin, ütősök - Danijel Lastrić - billentyűsök                                                                                 |
| 2000-2005                           | - Dražen Žerić Žera - vokál - Damir Gonz - szólógitár - Krešimir Kaštelan Krešo - basszusgitár - Darko Jelčić Cunja - dob, ütősök - Nikša Bratoš - gitár, harmonika, klarinét, mandolin, ütősök, vokál - Josip Andrić - billentyűsök                                                                                   |
| 2005                                | - Dražen Žerić Žera - vokál - Damir Gonz - szólógitár - Krešimir Kaštelan Krešo - basszusgitár - Darko Jelčić Cunja - dob, ütősök - Nikša Bratoš - gitár, ütősök, mandolin, hegedű, vokál - Marko Belošević - billentyűsök                                                                                             |
| 2007                                | - Dražen Žerić Žera - vokál - Damir Gonz - szólógitár, ütősök, vokál - Krešimir Kaštelan Krešo - basszusgitár - Darko Jelčić Cunja - dob |
| 2012-től                            | - Dražen Žerić Žera - vokál - Tomislav Skrak - szólógitár - Krešimir Kaštelan Krešo - basszusgitár - Darko Jelčić Cunja - dob, ütősök - Igor Matković - billentyűsök |

## Fordítás
- Ez a szócikk részben vagy egészben  a   Crvena jabuka című angol Wikipédia-szócikk ezen változatának fordításán alapul.  Az eredeti cikk szerkesztőit annak laptörténete sorolja fel. Ez a jelzés csupán a megfogalmazás eredetét és a szerzői jogokat jelzi, nem szolgál a cikkben szereplő információk forrásmegjelöléseként.